# Emily Rios
Emily Rios (* 27. dubna 1989, Los Angeles) je americká herečka. Svou kariéru zahájila v roce 2005 rolí v krátkometrážním filmu For Them. Později hrála například ve filmech Patnáctiletá (2006), Down for Life (2009) či Agenti v sukních: Jaký otec, takový syn (2011). Rovněž hrála v několika seriálech, jako například Dr. House (epizoda „Na vlastních nohách“, 2008) a roku 2013 hrála postavu televizní reportérky Adrianny Mendez v seriálu The Bridge.